# SF Narrativa d'Anticipazione
SF Narrativa d'Anticipazione è stata una collana di romanzi di fantascienza pubblicata in Italia da Editrice Nord dal 1973 al 1984 (con un'ultima pubblicazione isolata nel 1989), per un totale di 46 uscite.

## Storia
Contraddistinta dalla scelta di testi letterariamente ambiziosi, la collana si distingue per le traduzioni integrali e gli apparati critici spesso affidati a esperti di letteratura fantascientifica provenienti dal mondo accademico, come Carlo Pagetti.
Tra 1973 e 1979 è curata da Riccardo Valla, affiancato da Renato Prinzhofer, che tiene per la casa editrice contatti con agenzie letterarie ed autori, coordina il lavoro dei collaboratori assegnando e rivedendo traduzioni e apparati editoriali, oltre a firmare lui stesso diverse traduzioni.
A partire dal settantanovesimo volume nel 1979 è indicato come curatore Sandro Pergameno.

## Volumi pubblicati
| Numero | Autore                            | Titolo                                   | Note | Data           | ISBN |
| ------ | --------------------------------- | ---------------------------------------- | --- | -------------- | ---- |
| 1      | Stanisław Lem                     | Solaris                                  | Traduzione parziale dell'originale polacco mediata dalle precedenti versioni in francese e inglese. | Ottobre 1973   |      |
| 2      | R. A. Lafferty                    | Quarta fase                              | | Marzo 1974     |      |
| 3      | Charles G. Finney                 | Il circo del dottor Lao                  | | Settembre 1974 |      |
| 4      | John Brunner                      | Il gregge alza la testa                  | | Maggio 1975    |      |
| 5      | Robert Silverberg                 | Oltre il limite                          | Antologia di tre romanzi brevi allestita dall'autore: - Nati con la morte - Thomas l'Araldo - Andarsene | Novembre 1975  |      |
| 6      | Ursula K. Le Guin                 | I reietti dell'altro pianeta             | Sesto romanzo del Ciclo dell'Ecumene. | Maggio 1976    |      |
| 7      | Alfred Bester                     | Connessione computer                     | | Marzo 1976     |      |
| 8      | Philip K. Dick                    | Episodio temporale                       | | Agosto 1976    |      |
| 9      | John Brunner                      | Tutti a Zanzibar                         | | Ottobre 1976   |      |
| 10     | David G. Compton                  | L'occhio insonne                         | Primo romanzo della dilogia di Katherine Mortenhoe. | Dicembre 1976  |      |
| 11     | Robert Silverberg                 | Shadrach nella fornace                   | | Marzo 1978     |      |
| 12     | Alfred Bester                     | Stella della sera                        | Omnibus della raccolta in due volumi The Great Short Fiction of Alfred Bester, comprende un romanzo breve, tredici racconti e due saggi.                                                                    | Maggio 1978    |      |
| 13     | Barry N. Malzberg                 | Uomini dentro                            | | Giugno 1978    |      |
| 14     | Inisero Cremaschi (curatore)      | «Futuro»                                 | Antologia di diciotto racconti composti da autori e autrici italiani, con un'appendice di quattro articoli.                                                                                                 | Novembre 1978  |      |
| 15     | Philip K. Dick                    | Scrutare nel buio                        | | Febbraio 1979  |      |
| 16     | John Brunner                      | Codice 4GH                               | | Aprile 1979    |      |
| 17     | Robert Silverberg                 | Base Hawksbill                           | | Giugno 1979    |      |
| 18     | Ursula K. Le Guin                 | I dodici punti cardinali                 | Raccolta di diciassette racconti, di cui due afferenti al Ciclo di Terramare e quattro al Ciclo dell'Ecumene.                                                                                               | Ottobre 1979   |      |
| 19     | Herbert W. Franke                 | Zona Zero                                | | Novembre 1979  |      |
| 20     | Philip K. Dick                    | I giocatori di Titano                    | | Febbraio 1980  |      |
| 21     | Robert Silverberg                 | Il secondo viaggio                       | | Aprile 1980    |      |
| 22     | Joe Haldeman                      | Guerra eterna                            | Fix-up di quattro testi brevi, primo volume della trilogia della Guerra Eterna. Traduzione condotta sull'edizione censurata Ballantine Books (1976), che escludeva una quinta parte reincorporata nel 1991. | Ottobre 1980   |      |
| 23     | Frederik Pohl                     | Jem. La costruzione di un'utopia         | | Febbraio 1981  |      |
| 24     | Philip Josè Farmer                | Il mondo di Philip Josè Farmer           | Raccolta del romanzo breve Riverworld (appartenente al ciclo omonimo) e sei racconti. | Aprile 1981    |      |
| 25     | Philip K. Dick                    | La penultima verità                      | | Giugno 1981    |      |
| 26     | John Brunner                      | Il gioco dell'inferno                    | | Settembre 1981 |      |
| 27     | Ursula K. Le Guin                 | La soglia                                | | Novembre 1981  |      |
| 28     | Theodore Sturgeon                 | Il mondo di Theodore Sturgeon            | Raccolta di quindici racconti. | Febbraio 1982  |      |
| 29     | Norman Spinrad                    | Tra due fuochi                           | | Aprile 1982    |      |
| 30     | Virginia Kidd (curatrice)         | Le donne del millennio                   | Raccolta di una poesia, cinque racconti e il romanzo L'occhio dell'airone, tutti composti da autrici donne.                                                                                                 | Giugno 1982    |      |
| 31     | Richard Cowper                    | Il tramonto di Briareo                   | | Ottobre 1982   |      |
| 32     | Frederik Pohl                     | Guerra fredda                            | Fix-up di tre romanzi brevi. | Dicembre 1982  |      |
| 33     | Philip K. Dick                    | Noi marziani                             | | Gennaio 1983   |      |
| 34     | Frank Herbert                     | L'alveare di Hellstrom                   | | Febbraio 1983  |      |
| 35     | Norman Spinrad                    | Il pianeta Sangre                        | | Marzo 1983     |      |
| 36     | Walter Tevis                      | Solo il mimo canta al limitare del bosco | | Aprile 1983    |      |
| 37     | Ursula K. Le Guin                 | La falce dei cieli                       | | Marzo 1983     |      |
| 38     | George R. R. Martin e Lisa Tuttle | Il pianeta dei venti                     | Fix-up di due romanzi brevi. | Giugno 1983    |      |
| 39     | Frederik Pohl                     | Alla fine dell'arcobaleno                | | Settembre 1983 |      |
| 40     | Harry Harrison                    | Largo! Largo!                            | | Ottobre 1983   |      |
| 41     | Ursula K. Le Guin                 | Il mondo di Rocannon                     | Primo romanzo del Ciclo dell'Ecumene. | Febbraio 1984  |      |
| 42     | Philip K. Dick                    | Le tre stimmate di Palmer Eldritch       | | Aprile 1984    |      |
| 43     | Michael Bishop                    | Il tempo è il solo nemico                | | Giugno 1984    |      |
| 44     | Gene Wolfe                        | La quinta testa di Cerbero               | | Settembre 1984 |      |
| 45     | Ursula K. Le Guin                 | La rosa dei venti                        | Raccolta di venti racconti. | Novembre 1984  |      |
| 46     | Joanna Russ                       | Female Man                               | | Marzo 1989     |      |